# Salsa Kids
Salsa Kids es un grupo de Salsa juvenil creado en Puerto Rico en 1993 compuesto por tres jóvenes. Los miembros originales fueron Omar Rodríguez, Esteban Tollinchi y Ángelo Jovet. 

## Historia

### Inicios
Creado a la imagen y semejanza de los grupos de jóvenes anglosajones corales de pop tan en auge en esos momentos como Take That, la música del grupo fusionaba salsa y pop con merengue, vallenato y otros ritmos latinos, llegando más tarde a atreverse incluso con toques flamencos. Todo ello acompañado de unas coreografías trabajadas que daban a sus conciertos un sello personal.
El grupo alcanzó el éxito inmediato en el mercado juvenil latino con la canción "La Magia de tus 15 años" del álbum Salsa Kids, editado en 1994. Este tema, junto a los también exitosos "Siempre", "Dime que sí" y "Oye Niña" llevaron al grupo a una frenética, exitosa y agotadora gira. Este álbum fue disco de oro y platino en gran parte de Iberoamérica, teniendo también muy buena aceptación en el mercado latino de Estados Unidos. Por aquel entonces su grito de guerra “¡Eeeeeehhhh, Salsa Kids!” sonaba atronador en conciertos repletos de jóvenes fanes.
Dado el éxito y mientras giraban y trabajaban nuevo material, se editó Salsa Kids Edición Especial, una edición de lujo y remasterizada del anterior trabajo.
A este siguió "Jóvenes", en 1996. Sin embargo este álbum no tuvo el éxito arrollador del primero lo que fue una de las causas de  que Ángelo abandonara la banda a inicios de 1998, apostando por una carrera individual. Cabe destacar que con el lanzamiento del álbum "Jóvenes", se incorpora el uso de trombón, trompeta y saxofón. Antes de ello sólo se usaba un sintetizador de sonidos para los interludios.

### Segunda formación
Recompuesto el grupo con Laz Herrera, publicaron en 1998 "Nadie nos va a detener" del que el tema "Déjame un beso" volvió a colocar al grupo en las pistas de baile del mundo latino juvenil.
En 1999 se lanzó un doble álbum titulado "Serie Millenium 21" que contenía las canciones más representativas del grupo y que resultó un a modo de despedida del mismo. Tras este álbum el grupo se separó y cada uno de sus miembros se dedicó a desarrollar su carrera en solitario.
Después de un intento de reunificación con Ángelo que les llevó a hacer una minigira juntos y que no fructificó, en 2007 Omar y Esteban, con un nuevo tercer miembro Jomar (Jomy) Colón, lanzaron un nuevo trabajo, “Baila conmigo”. Este álbum combinaba revisiones de algunas canciones de sus anteriores álbumes como “Quiero robarte un beso” con nuevos temas. Pero el álbum no tuvo continuidad y tras la gira el grupo volvió a separarse.
El grupo, a lo largo de su carrera ha sido merecedor de premios como los Premios Diplo, la Orquídea de Oro de Venezuela, La Llave de la Ciudad de Miami, dos Discos de Platino y tres de Oro.

## Vocalistas de Salsa Kids
Omar Rodríguez es originario de Queens, New York, aunque luego se trasladó a Río Grande, Puerto Rico. Aporta al grupo el mix neoyorquino y boricua que le da el toque internacional a su música. Cursó sus estudios en Nueva York y en la Escuela Libre de Música de Puerto Rico. Toca piano, guitarra y compone. Perteneció al grupo La Ola Nueva, The Bam Bam Boys y a esa gran institución de la salsa Puerto Rican Power, donde aprendió con los verdaderos maestros de la salsa y el soneo. Su relación con la música desde muy pequeño hizo que cuando comenzó con el grupo tuviera ya, a pesar de su juventud, una considerable experiencia en el campo artístico incluyendo el haber sido escogido para cantar con el Coro de los Niños de Viena.
Ángelo Jovet nació en Bayamón, Puerto Rico. Su carrera artística comenzó apenas siendo un niño. Desde temprana edad mostró pasión por la actuación presentándose en varias obras teatrales, trabajando en comerciales de televisión y modelando ropa para la revista Barkers en su natal Isla del Encanto. A la edad de 12 años formó parte de varios grupos musicales y a los 15 se integró de manera definitiva a Salsa Kids. También se destacó como compositor, no solo para Salsa Kids, sino también para otros artistas como Tick Tock. Los dos grupos tienen varios temas de su autoría.
Esteban Tollinchi es originario de Bayamón, Puerto Rico. Creció dentro de una numerosa familia con una marcada conexión con el mundo musical. Su abuelo tocaba cuatro, su padre canta y su hermano toca fagot. Curso estudios en la Escuela Libre de Música de Puerto Rico en donde aprendió a tocar la flauta. Perfeccionó el canto con la reconocida maestra de canto Clarissa Chapuxo. Como Omar, también compone. Fue el intérprete del tema "Dime que sí".
Laz Herrera es el nuevo integrante de Salsa Kids, nació en Miami en un hogar conformado por padre cubano y madre chilena, y estudió en la Academia de Talento de Miami. Antes de formar parte de Salsa Kids, Laz cantaba en un grupo de R&B y balada rock.
Jomar "Jomy" Colón nació en Puerto Rico, con herencia artística, por parte de su familia, padre y hermana unidos a la música. Desde pequeño demostró sus dotes artistícos. A los 9 años formó parte del coro infantil de Caguas demostrando su talento y grandes dotes vocales. Fue así que su maestra lo ayudó a grabar su primer álbum de balada Pop. Luego pasó al género de la salsa de la mano del maestro Domingo Quiñones, quien le enseñó a Jomy el arte de sonear. A la edad de los 18 anos ya tenía 4 discos grabados y dos de ellos eran de salsa. Luego hizo incursiones en el reguetón, con una producción para Univision y ayudando en su estudio de grabación al cual le dedica mucha de sus energías, ayudando y produciendo a otros jóvenes raperos.
Jota Navas  a Salsa Kids nacido en Guayaquil. Su carrera artística inicia desde muy joven grabando su primer sencillo a los 15 años y siendo finalista de un reality de canto de su país natal a los 22 años, trabajando en diferentes agrupaciones guitarrista y compositor, compartiendo escenario junto a otros artistas de trayectoria como Marco Antonio Solís, Marc Anthony, Americo, entre otros. Inicia una gira exitosa en el 2013 junto a Salsa Kids SKD en Colombia, Ecuador y Perú, trabajando hasta inicios del 2017.

## Discografía
| Álbumes de estudio - 1994: Salsa Kids - 1996: Jóvenes - 1998: Nadie nos va a detener - 2007: Baila conmigo Álbumes recopilatorios - 1999: Serie Millennium 21 |